# Aşağı Maralyan
Aşağı Maralyan (également appelé Ashaga Maral'yan, Ashagy-Maral'yan, Maral'yan et Maral'yanskiy) est un village situé dans le raion de Jabrayil, en Azerbaïdjan. Le village est actuellement inhabité.